# Paradoxe Intention
Eine paradoxe Intention ist eine von Viktor Frankl entwickelte psychotherapeutische Methode, in der der Klient dazu angeleitet wird, eine neurotische Verhaltensweise mit dem Ziel ihrer Überwindung absichtlich auszuüben.
Mittels dieser Technik lässt sich nach Frankl der Teufelskreis der Erwartungsangst, also der Angst vor der Angst, durchbrechen.
Viele Autoren sehen die paradoxe Intention als spezifische Technik der sogenannten paradoxen Intervention.
Frankl illustriert die Methode unter anderem an einem Beratungsgespräch mit einer Studentin, die äußerst nervös bei ihm erscheint. Diese fordert er, entgegen normaler Gewohnheit, auf, sich anzustrengen, noch nervöser zu sein. Die Studentin kommt dem nach. Nach einer zweiten Aufforderung, sich noch stärker anzustrengen, um noch nervöser zu werden, muss die Studentin lachen, und ihre Nervosität ist verschwunden.

„Diese logotherapeutische Technik basiert auf dem heilsamen Einfluß des Versuches des phobischen Patienten, sich das zu wünschen, wovor er sich so sehr fürchtet. Auf diese Art und Weise wird nämlich der Angst schließlich der Wind aus den Segeln genommen.“